# Карликовый сирен
Ка́рликовый си́рен (лат. Siren intermedia) — хвостатое земноводное из семейства сиреновых.

## Внешний вид и строение
Общая длина достигает 35—68 см. Голова вытянута. Туловище угревидное с рудиментарными передними четырёхпалыми короткими лапами. Имеет по 3 пары небольших жабр. Голова и жабры красные. Окраска колеблется от оливково-зелёного до тёмно-коричневого цвета с более светлым брюхом, с чёрными пятнами.

## Образ жизни
Любит пруды, озёра, старицы, оросительные каналы и болота. Активен ночью. Часто скрывается в иле. Находится почти всё время в воде. Питается тритонами, амбистомами, головастиками, ракообразными, улитками, личинками насекомых и круглыми червями.
Половая зрелость наступает в 3—4 года. Самец во время брачного периода способен издавать громкие звуки вроде щелчков. Самка откладывает икру на различные водные растения. Откладывается до 300 яиц. За год бывает несколько кладок. Личинки появляются через 1,5—2 месяца.
Продолжительность жизни до 7 лет.

## Распространение
Обитают в США: штаты Вирджиния, Северная Каролина, Южная Каролина, Джорджия, Флорида, Алабама, Миссисипи, Луизиана, Арканзас, Техас, Оклахома, Теннесси, Кентукки, Миссури, Иллинойс, Индиана, Огайо и Мичиган; а также в Мексике — штаты Тамаулипас и Веракрус.